# Oecetis bhavabhuti
Oecetis bhavabhuti är en nattsländeart som beskrevs av Schmid 1995. Oecetis bhavabhuti ingår i släktet Oecetis och familjen långhornssländor. Inga underarter finns listade i Catalogue of Life.